# Stenoloba jankowskii
Stenoloba jankowskii är en fjärilsart som beskrevs av Charles Oberthür 1884. Stenoloba jankowskii ingår i släktet Stenoloba och familjen nattflyn. Inga underarter finns listade i Catalogue of Life.